# Brabham BT20
Pour les articles homonymes, voir Brabham.
Chronologie des modèles (1966 à 1969)
Brabham BT19 Brabham BT22
La Brabham BT20 est une monoplace construite par Brabham Racing Organisation et engagée en Formule 1 entre 1966 et 1969. Elle remporte la victoire au Grand Prix de Monaco 1967 entre les mains de Denny Hulme.